# Procladius desis
Procladius desis är en tvåvingeart som beskrevs av Roback 1971. Procladius desis ingår i släktet Procladius och familjen fjädermyggor. Inga underarter finns listade i Catalogue of Life.